# Stand Up (álbum de Everyday Sunday)
| Críticas profissionais | Críticas profissionais |
| Avaliações da crítica  | Avaliações da crítica  |
| Fonte                  | Avaliação              |
| ---------------------- | ---------------------- |
| allmusic               | [ 2 ]                  |
| Jesus Freak Hideout    | [ 1 ]                  |

Stand Up é o segundo álbum de estúdio da banda Everyday Sunday, lançado a 24 de setembro de 2002.

## Faixas
1. "Would You Leave" — 2:57
2. "Mess With Your Mind" — 2:30
3. "Wait" — 4:28
4. "Stand Up" — 3:43
5. "Live for You Tonight" — 3:38
6. "Hanging On" — 4:02
7. "Lose It Again" — 2:47
8. "Just A Story" — 3:31
9. "Sleeper" — 4:00
10. "This Time" —	2:56
11. "Don't Leave" — 4:29
12. "Stand Up" (remix) — 4:05